# Eletróforo

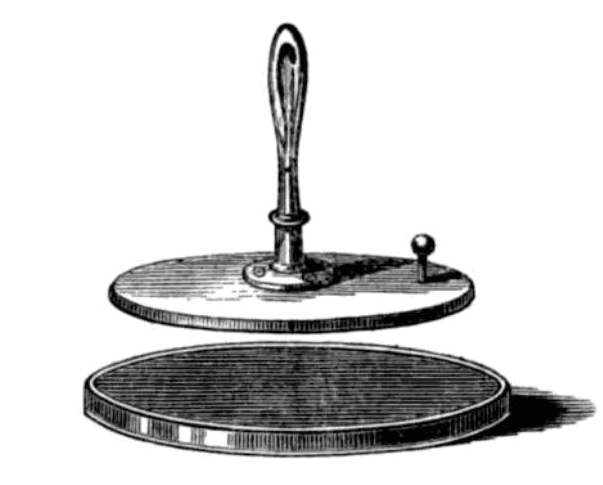

O Eletróforo é uma das mais simples máquinas de indução eletrostática.  A primeira versão da máquina foi inventada em 1762 pelo professor sueco Johan Carl Wilcke, mas frequentemente creditada a Alessandro Volta. Consiste o eletróforo de um prato metálico circular munido de um cabo isolante que é aplicado sobre um material isolante (originalmente uma "torta" resinosa)que foi previamente eletrizado por atrito. A proximidade do disco metálico com o material isolante provoca uma separação de cargas e o mesmo é então colocado em contato com a terra, de forma a compensar o desequilibrio elétrico em sua superficie. Este contato é então interrompido, e então o disco metálico é afastado da "torta" carregada, através de seu cabo isolante, permanecendo, desta maneira, carregado de eletricidade.
O funcionamento do eletróforo é baseado, portanto, no princípio da indução eletrostática.